# Gaetano Lupi
Gaetano Lupi (Lugo, 17 settembre 1918 – Lugo, 1º maggio 2001) è stato un calciatore e allenatore di calcio italiano, di ruolo attaccante.

## Caratteristiche tecniche
Giocò nel ruolo di centravanti.

## Carriera
Esordisce nelle serie minori con Baracca Lugo e Budrio; dopo la fusione di quest'ultimo con il Molinella, resta in forza ai rossoblu bolognesi con cui ottiene la promozione in Serie B nel campionato 1938-1939. Riconfermato tra i cadetti, realizza 7 reti in 14 partite senza evitare la retrocessione in Serie C.
Nel 1940, a causa del servizio militare, si trasferisce in prestito al Bari. Con i galletti esordisce in Serie A disputando 7 partite, e a fine stagione dopo la retrocessione torna al Molinella che lo mette in lista di trasferimento.
Milita in seguito nel Chieti, nel Macerata e, dopo la guerra, di nuovo nel Baracca Lugo di cui diventa allenatore nel campionato di Serie C 1949-1950.
Colpito da ictus cerebrale nel 2000, muore l'anno successivo.

## Palmarès

### Giocatore

#### Competizioni nazionali
- Serie C: 1

Molinella: 1938-1939